# Houttuynia cordata
Houttuynia cordata известен още като рибен джоджен, рибен лист, растение на дъгата, растение хамелеон, сърцевиден лист, fish wort, китайска опашка на гущер или епископски плевел, е един от двата вида в рода Хутинията (Houttuynia) (другият е H. emeiensis). Това е цъфтящо растение, родом от Югоизточна Азия. Расте на влажни, сенчести места.

## Приложения

### Кулинария
Обикновено се отглежда като листен зеленчук и се използва като прясна билкова гарнитура. Листът има необичаен вкус, който често се описва като „рибен“ (спечелва му прякора „рибена мента“), така че не се ползва толкова универсално като босилек, мента или други по-често използвани билки.
В североизточна Индия обикновено се използва в салати, салса или се готви с други зеленчуци и като гарнитура към гарнитури. Нежните корени също могат да се смилат в лютеници заедно със сухо месо или риба, чили и тамаринд. Приема се суров като салата и се готви заедно с риба като рибено къри. В Япония и Корея сушените му листа могат да се използват като чай.
Zhé'ěrgēn (на китайски: 折耳根) са годни за консумация коренища на Houttuynia cordata (Yuxingcao, 鱼腥草 „риба миришещо листо“) със свеж, пикантен, пиперлив аромат, който се използва в югозападната китайска кухня, т.е. този на Guizhou, Sichuan, Юнан и западен Гуанси. Обикновено листата се ядат в Съчуан, а коренът в Гуейджоу. Zhé'ěrgēn, пържено със сушено „la rou“ (сушено месо, наподобяващо „китайски бекон“), е едно от основните ястия на Гуейджоу; често се сервира като студена салата, след като се измие, нарязва на кубчета и се дозира със сосове, получени от оцет, лют червен пипер, кориандър и соев сос

### Медицина
Houttuynia cordata е използван в традиционната китайска медицина, включително от китайски учени при опит за лечение на ТОРС и различни други разстройства, въпреки че няма висококачествени клинични изследвания, които да потвърдят, че тези употреби са безопасни или ефективни от 2018. Когато се прилага чрез инжектиране, H. cordata може да причини тежки алергични реакции.